# Алі Хуссейн Шибаб
Алі Хуссейн Шибаб (араб. علي حسين شهاب; нар. 5 травня 1961 — пом. 26 жовтня 2016) — іракський футболіст, виступав на позиції півзахисника.

## Клубна кар'єра
Футбольну кар'єру розпочав у 1977 році у складі «Талаби». Разом з партнерами по національній збірній Харісом Мохаммедом, Натіком Хашимом та Юазілем Горгісом був гравцем вище вказаного клубу, який у 1980-х роках тричі вигравав чемпіонат Іраку. Кар'єру гравця завершив у 1995 році в складі «Талаби».
Помер 26 жовтня 2016 року.

## Кар'єра в збірній
Алі Хуссейн був продуктивним гравцем, який регулярно виступав у півзахисті національної збірної Іраку протягом 1980-х років разом з одноклубниками по «Талабі» Харисом Мухаммедом, Натіком Хашимом та Басилем Горгісом.
Виступав на Олімпійських іграх 1984 року в Лос-Анджелесі. У 1986 році був викликаний тренером Еварісто де Маседо для участі в Чемпіонаті світу 1986 року, де команда Іраку вилетіла за підсумками групового етапу. На цьому турнірі виходив у стартовому складі в трьох поєдинках проти Парагваю, Бельгії та господарів турніру — Мексики.
Шибаб був гравцем збірної Іраку, яка стала переможцем Кубку Азії 1982 року, де його партнерами по команді були Раад Хаммуді, Фалах Хассан та Хуссейн Саїд.

## Титули і досягнення
- Переможець Азійських ігор: 1982
- Переможець Кубка націй Перської затоки: 1988